# Didymocarpus rufipes
Didymocarpus rufipes är en tvåhjärtbladig växtart som beskrevs av Charles Baron Clarke. Didymocarpus rufipes ingår i släktet Didymocarpus och familjen Gesneriaceae. Inga underarter finns listade i Catalogue of Life.